# Луций Корнелий Цинна (претор)
Лу́ций Корне́лий Ци́нна Мла́дший (лат. Lucius Cornelius Cinna; умер после 44 года до н. э.) — римский политический деятель из патрицианского рода Корнелиев, претор 44 года до н. э. Участвовал в мятежах Марка Эмилия Лепида и Квинта Сертория, был приверженцем своего зятя Гая Юлия Цезаря, позже поддержал его убийц.

## Происхождение
Луций Корнелий принадлежал к древнему и разветвлённому патрицианскому роду Корнелиев. Когномен Цинна появляется в источниках очень поздно — во II веке до н. э. Из-за этого немецкий антиковед Ф. Мюнцер даже предположил, что Цинны могли не принадлежать к Корнелиям-патрициям, равно как и носители когноменов Маммула и Сизенна.
Согласно Капитолийским фастам, дед Луция Корнелия носил тот же преномен; предположительно это был консул 127 года до н. э. и первый консул в этой ветви рода. Цинна-отец, тоже Луций, в эпоху гражданских войн возглавил марианскую «партию» и был консулом четыре раза подряд, с 87 по 84 годы до н. э. В 84 году он погиб во время солдатского мятежа. Кроме сына, у него были две дочери, жёны Гнея Домиция Агенобарба и Гая Юлия Цезаря.

## Биография
Первые упоминания о Луции Корнелии в сохранившихся источниках относятся к 78 году до н. э., когда он примкнул к мятежу Марка Эмилия Лепида. После поражения и смерти последнего Цинна в составе армии Марка Перперны переправился в Испанию, где присоединился к продолжавшему борьбу марианцу Квинту Серторию (77 год до н. э.). Он заседал в созданном мятежниками совещательном органе, который предположительно называли сенатом. О деятельности Цинны во время Серторианской войны ничего не известно. В заговоре против Сертория в 73 году до н. э. он, по-видимому, не участвовал (Плутарх пишет, что все заговорщики за одним исключением вскоре погибли), вскоре после этого мог перейти на сторону сенатской армии. Достоверно известно только, что после принятия Плотиева закона, амнистировавшего сторонников Лепида и Сертория, Цинна смог благодаря усилиям своего зятя Цезаря вернуться в Рим.
Политическая карьера, несмотря на амнистию, оставалась для Луция под запретом, поскольку его отец посмертно был включён Суллой в проскрипционные списки. Это препятствие исчезло только в 49 году до н. э., когда Цезарь, захватив власть в Риме, наделил проскрибированных и их потомков всей полнотой прав. В 44 году до н. э. Цинна занял должность претора. 15 марта того же года Цезарь был убит заговорщиками; Луций, несмотря на старые семейные связи и чувство благодарности к покойному, поддержал его убийц (Плутарх и Дион Кассий пишут даже, что он сам принадлежал к заговору). В тот же день, выступая перед народом, он сорвал с себя знаки преторского достоинства, поскольку те были получены от диктатора, назвал Цезаря «тираном» и предложил наградить заговорщиков. Слушатели осыпали Луция бранью, так что ему пришлось уйти с трибуны. 16 марта на Цинну, отправившегося на заседание сената, напали ветераны Цезаря; ему пришлось укрыться в каком-то доме, и только солдаты Лепида-младшего спасли его от сожжения. Наконец, в день похорон Цезаря толпа растерзала Гая Гельвия Цинну, приняв его за Луция из-за совпадения когноменов, и носила его голову, насаженную на копьё, по улицам.
В конце 44 года до н. э. Луций Корнелий отказался от предназначенной ему провинции в знак протеста против политики Марка Антония, возглавившего к тому времени цезарианскую «партию». Об этом его шаге одобрительно отозвался Марк Туллий Цицерон в одной из своих филиппик. После этого Цинна уже не упоминается в источниках.

## Семья
В источниках упоминаются Луций Корнелий Цинна, консул-суффект 32 года до н. э., и Гней Корнелий Цинна Магн, консул 5 года до н. э.; при этом последнего называют внуком Гнея Помпея Великого. В. Друман и Ф. Мюнцер полагают, что Цинна-претор был братом первого, отцом второго и, соответственно, вторым мужем Помпеи после Фавста Корнелия Суллы. По мнению Г. Самнера, Цинна Магн приходился Цинне-претору внуком, а консул-суффект — сыном.